# Huỳnh Chiến Thắng
Huỳnh Chiến Thắng (sinh ngày 15 tháng 6 năm 1965) là một sĩ quan cấp cao trong Quân đội nhân dân Việt Nam, hàm Thượng tướng. Ông hiện là Ủy viên Ban Chấp hành Trung ương Đảng Cộng sản Việt Nam khóa XIII, Ủy viên Quân ủy Trung ương, Phó Tổng tham mưu trưởng Quân đội nhân dân Việt Nam.

## Sự nghiệp chính trị

### Hoạt động trong Đảng Cộng sản Việt Nam
- Ủy viên Ban Chấp hành Trung ương Đảng Cộng sản Việt Nam khóa XII
- Ủy viên Ban Chấp hành Trung ương Đảng Cộng sản Việt Nam khóa XIII

## Thân thế và binh nghiệp
Ông quê quán tại xã Mỹ Chánh, huyện Ba Tri, tỉnh Bến Tre; trú quán: Số 418, đường Cách Mạng Tháng Tám, phường Bùi Hữu Nghĩa, quận Bình Thủy, thành phố Cần Thơ
Ông từng là Trung đoàn trưởng Trung đoàn 3, Sư đoàn 330- Quân khu 9.
Tháng 1 năm 2013, ông được bổ nhiệm giữ chức Sư đoàn trưởng Sư đoàn 330- Quân khu 9.
Tháng 1 năm 2014, ông được bổ nhiệm làm Phó Chính ủy Quân khu 9.
Tháng 8 năm 2015, ông được bổ nhiệm giữ chức Bí thư Đảng ủy, Chính ủy Quân khu 9 đồng thời được thăng quân hàm Thiếu tướng.
Ngày 26 tháng 01 năm 2016, ông trúng cử Ủy viên Ban Chấp hành Trung ương Đảng Cộng sản Việt Nam khóa XII.
Tháng 9 năm 2019, ông được Chủ tịch nước thăng quân hàm Trung tướng.
Ngày 06 tháng 11 năm 2020, Thủ tướng Chính phủ Nguyễn Xuân Phúc bổ nhiệm Trung tướng Huỳnh Chiến Thắng, Bí thư Đảng ủy, Chính ủy Quân khu 9 giữ chức Phó Tổng Tham mưu trưởng Quân đội nhân dân Việt Nam.
Ngày 30 tháng 01 năm 2021, Tại Đại hội đại biểu toàn quốc lần thứ XIII của Đảng, đồng chí được bầu là Ủy viên Ban Chấp hành Trung ương Đảng Cộng sản Việt Nam khóa XIII, nhiệm kỳ 2021-2026.
Ngày 20-11-2022, tại Phủ Chủ tịch, Chủ tịch nước Nguyễn Xuân Phúc, Thống lĩnh Lực lượng vũ trang nhân dân, Chủ tịch Hội đồng Quốc phòng và An ninh chủ trì Lễ công bố, trao quyết định thăng quân hàm từ cấp Trung tướng lên cấp Thượng tướng đối với đồng chí Huỳnh Chiến Thắng, Ủy viên Trung ương Đảng, Phó tổng Tham mưu trưởng Quân đội nhân dân Việt Nam.

## Quá trình thụ phong quân hàm
| Năm      | 2015 | 2019 | 2022 |
| -------- | ---- | ---- | ---- |
| Quân hàm |      |      |      |

## Gia đình
Cha: Cố Thiếu tướng Huỳnh Xuân Quang (Sáu Hoài)- nguyên Chính ủy đầu tiên của Sư đoàn Bộ binh 330, nguyên Phó Tư lệnh về Chính trị Mặt trận 979/Quân khu 9, nguyên Chủ nhiệm Chính trị Quân khu 9.
Em trai: Thiếu tướng Huỳnh Chiến Công- Phó Tham mưu trưởng Quân khu 9, nguyên Chỉ huy trưởng Bộ chỉ huy quân sự tỉnh Hậu Giang, nguyên Sư đoàn trưởng Sư đoàn 330 - Quân khu 9.
Em trai: Trung tá Huỳnh Trường Nam - Tổng giám đốc công ty TNHH MTV 622 thuộc Quân khu 9